# Taiwanfulvetta
Taiwanfulvetta (Fulvetta formosana) är en fågel i familjen papegojnäbbar inom ordningen tättingar.

## Utseende
Taiwanfulvettan är en 11 cm lång tätting med kraftigt streckad fjäderdräkt. På ovansidan är den mörkt gråbrun på rygg och stjärt, mörkt rostbrum på vingarna med handpennor kantade i vitt, svart och rostrött vilket ger en randig effekt. På huvud och nacke är den grå, hjässan grå med längsgående brunt hjässband, strupen vit med sotfärgade streck. Buken är grå. Ögat är gult. 
Arten skiljer sig från liknande gråörad fulvetta genom svart tygel, vit ögonring, mer tydlig streckning på strupe och bröst men mycket svagare tecknat hjässband. Vidare är den mer olivgrön på flanker och nedre delen av buken, den rostfärgade vingpanelen tydligare och näbben skärspetsat gråaktig.

## Utbredning och systematik
Taiwanfulvetta förekommer enbart i höglänta områden på Taiwan. Den behandlas ibland som underart till gråhuvad fulvetta (F. cinereiceps).

### Släktes- och familjetillhörighet
Tidigare behandlades fulvettorna som timalior och placerades i släktet Alcippe, men DNA-studier visar att arterna i Alcippe endast är avlägset släkt med varandra, så pass att de numera placeras i flera olika familjer. Fulvettorna är en del av en grupp i övrigt bestående av papegojnäbbarna, den amerikanska arten messmyg, de tidigare cistikolorna i Rhopophilus samt en handfull släkten som tidigare också ansågs vara timalior (Lioparus, Chrysomma, Moupinia och Myzornis). Denna grupp är i sin tur närmast släkt med sylvior i Sylviidae och har tidigare inkluderats i den familjen. Enligt sentida studier skilde sig dock de båda grupperna sig åt för hela cirka 19 miljoner år sedan, varför tongivande International Ornithological Congress (IOC) numera urskilt dem till en egen familj, Paradoxornithidae. Denna linje följs här.

## Levnadssätt
Taiwanfulvettan hittas i bergsbelägna städsegröna lövskogar på mellan 1590 och 3000 meters höjd, men även i barrskogar. Där rör den sig i undervegetationen och i bambustånd, i par eller småflockar, födosökande likt en mes. Födan består av små mollusker, visst vegetabiliskt material och frön. Häckningssäsongen är maj–juli. Den lägger två ägg.

## Status
Arten har ett litet utbredningsområde, men beståndet anses vara stabilt. Internationella naturvårdsunionen IUCN kategoriserar den som livskraftig.

## Namn
Fulvetta är diminutiv av latinska fulvus, "gulbrun", det vill säga "den lilla gulbruna".